# 內基薩國家公園
內基薩國家公園是埃塞俄比亞的國家公園之一，位於南方各族州，成立於1974年，佔地514平方公里，湖泊如阿拜亞湖和查莫湖佔總面積15%，海拔高度1,108至1,650米，平原斑馬、葛氏瞪羚、扭角林羚等。

## 外部連結
- The National Parks of Ethiopia: Nechisar National Park (Addis Tribune)（页面存档备份，存于）
- World Database on Protected Areas factsheet on Nechisar National Park（页面存档备份，存于）
- www.go2africa.com, Retrieved on June 22, 2008